# سن آندریه
سن آندریه (به لاتین: Sint-Andries) یک منطقهٔ مسکونی در بلژیک است که در بروخه واقع شده‌است. سن آندریه ۲۰٫۶۵ کیلومتر مربع مساحت و ۱۹٬۴۲۷ نفر جمعیت دارد.